# Oliarus spinosa
Oliarus spinosa är en insektsart som beskrevs av Bierman 1910. Oliarus spinosa ingår i släktet Oliarus och familjen kilstritar. Inga underarter finns listade i Catalogue of Life.